# Cobalt Blue
Cobalt Blue il cui vero nome è Malcolm Thawne, è un supercriminale immaginario dei fumetti, che compare nei fumetti pubblicati dalla DC Comics come nemico di Flash. È l'antenato del supereroe Impulso e dei super criminali Professor Zoom e Capitan Boomerang.

## Biografia del personaggio
Malcolm Thawne era il fratello gemello di Barry Allen. Il dottore che fece nascere i gemelli aveva già accidentalmente ucciso un bambino separato che apparteneva a Charlene Thawne. Per riparare al misfatto, diede Malcolm ai Thawne e disse agli Allen che era sopravvissuto un solo neonato.
I "genitori" di Malcolm erano artisti della truffa, che grazie all'utilizzo di un unguento per guarire coprivano le loro abilità super umane. Grazie al suo comportamento da perfettino, Malcolm era spesso utilizzato per fare da esca alle vittime ignare. Da adulto, era a Central City, e incappò in suo fratello, Barry Allen, per caso. Curioso di sapere come mai ci fosse un altro uomo con la sua faccia, domandò la verità ai suoi genitori. Loro ammisero tutto, essendo stati a conoscenza dello scambio di neonati fin dall'inizio. Malcolm rifiutò di accettare che i suoi genitori potessero essere così senza cuore e cercò il dottore che li ingannò. Questo dottore confermò la teoria dei Thawne. Malcolm preso dall'ira lo uccise.
La matriarca della famiglia Thawne, la nonna di Malcolm, che possedeva l'abilità di controllare la "fiamma blu", era disgustata dall'utilizzo patetico che suo figlio faceva di questa abilità per truffare le persone. Malcolm, d'altro canto, possedeva la passione richiesta per fare pieno uso di questa abilità. Sua nonna lo addestrò al segreto della fiamma. Alimentata dalla rabbia e dalla gelosia di Malcolm verso il suo gemello per aver "rubato la sua vita", Malcolm costruì una gemma blu che contenesse la fiamma, cosa che fu anche in grado di rubare la super velocità di Barry.
Il suo primo tentativo fallì e Malcolm venne assorbito nella gemma, da cui riemerse anni dopo. A quel tempo, Wally West era diventato il nuovo Flash. La morte di Barry durante la Crisi sulle Terre infinite sembrò aver calmato Malcolm dai suoi desideri di vendetta, invece si concentrò sui suoi discendenti attraverso il tempo nel tentativo di sterminarli, cominciando proprio da Wally West. Sotto l'identità di Cobalt Blue, Malcolm iniziò una faida che durò tra le due famiglie per mille anni.
La faida giunse al culmine alla fine del XXX secolo, dove Barry viveva con sua moglie Iris. Wally giunse per proteggere suo zio. I Flash di tutte le epoche tra il XX e il XXX secolo giunsero poco dopo, tutti sotto lo spirito di Thawne e tutti con un frammento della gemma originale di Malcolm. Alla fine Wally West mise termine alla minaccia di Cobalt Blue correndo così veloce che grattò la superficie della Forza della velocità. Il suo potere entrò nella gemma e lo spirito di Thawne (e la stessa gemma) si sovraccaricarono di energia.
Nonostante ci furono numerosi Cobalt Blue tra il presente e il XXX secolo, né Malcolm né Cobalt Blue ricomparvero più dopo lo story arc di "Chain Lightning". Non è chiaro se queste linee temporali esistono dopo gli eventi di Crisi infinita.

## Eredità
Molti altri nel futuro divennero Cobalt Blue. Ce ne fu almeno uno per ogni secolo che ne assunse l'identità.

### XXI secolo
Il Cobalt Blue del XXI secolo indossava un'armatura fatta di vetro. Non si vide molto di lui, dato che fu sconfitto in 30 secondi dai viaggiatori temporali Iris West II e Jay Garrick.

### XXIII secolo
Il Cobalt Blue di quest'epoca uccise la moglie di Flash in modo brutale e azzoppò sua figlia. Otto mesi dopo questi eventi, Flash lo uccise. Ma la sua vittoria fu breve in quanto un bambino trovò la gemma e la raccolse e, consumato dalla sua stessa rabbia, uccise Flash. Tuttavia i viaggiatori temporali Max Mercury e Sela Allen, che adesso erano guariti, riportarono il ragazzo alla normalità.

### XXV secolo
Nel XXV secolo, i ruoli di Flash e Cobalt Blue furono invertiti. Ora Chardaq Allen prese il ruolo di Cobalt Blue. Professor Zoom e Wally West sconfissero Chardaq e la riportarono alla normalità.

### XXVIII secolo
Questo Cobalt Blue mise quasi fine alla stirpe degli Allen quando infettò Jace Allen con un virus. Tuttavia, il padre di Jace, Blaine, il Flash corrente, si sacrificò per salvare suo figlio. Dieci anni dopo, Jace era il nuovo Flash e insieme a Jesse Quick sconfissero Cobalt Blue.